# Жямайтис-Витаутас, Йонас
Йонас Жямайтис-Витаутас (лит. Jonas Žemaitis-Vytautas, 15 марта 1909 года, Паланга — 26 ноября 1954 года, Москва) — литовский бригадный генерал, руководитель вооружённого антисоветского движения после Второй мировой войны.
12 марта 2009 года Сеймом Литвы признан главой боровшегося против оккупации Литовского государства, фактически исполнявшим обязанности президента Литовской Республики.

## Биография
Родился в семье Йонаса и Пятронеле Жямайтисов. Отец в то время работал в хозяйстве графа Феликса Тышкевича, специалистом по молочной продукции. Мать растила троих детей. Через некоторое время семья перебралась в Польшу — в Ломже проживали отец и братья матери. Дед, владеющий молокозаводом, поручил его руководство зятю. В 1917 году Йонас Жямайтис с семьей возвратился в Литву и обосновался в округе Расейняй. Поначалу в деревне Кяулиникай, а позже и в самом городе Расейняй. Окончив обучение в гимназии поступил в Каунасское военное училище, где учился на артиллерийского офицера. В 1936 году сдал конкурсные экзамены и был направлен во Францию для учёбы в артиллерийской школе Фонтенбло (фр. École d’Artillerie de Fontainebleau). После окончания обучения в 1938 году он вернулся на родину и был назначен в 1-й артиллерийский полк командиром роты. Службу в армии продолжал и после присоединения Литвы к СССР. В 1940 году назначен в 617-й гаубичный артиллерийский полк 184-й стрелковой дивизии. В том же году Йонас Жямайтис женился на Елене (Эляне) Валёните. После нападения Германии на СССР он, получив приказ отступать, с группой офицеров дезертировал и сдался немцам. Однако, не пожелав поступить на службу к немцам, поселился в Каунасе, где работал техником в Совете по добыче торфа, затем с рождением сына переехал в деревню и был председателем сельскохозяйственного кооператива.
Завязал связи с литовским антисоветским подпольем и в 1944 году в качестве командира 310-о батальона вступил в Литовский местный отряд, организованные генералом Повиласом Плехавичюсом при поддержке немцев для борьбы против советских и польских партизан. После роспуска этого отряда нацистами Жямайтис скрылся.

## Роль в антисоветском сопротивлении
После занятия Литвы Красной Армией вступил в повстанческий отряд «Ласка» Юозаса Чепониса в качестве начальника штаба. В марте 1945 года, под влиянием Альгирдаса Заскевичуса вступил в ряды Армии Свободной Литвы. Летом, присягнув, вступил в партизанский отряд капитана Й. Чепониса-Будриса, действующего в округе Расейняй. Через короткое время был назначен начальником штаба «Жебенкштис», где получил псевдоним «Дарюс». И уже 22 июля 1945 года участвовал в крупном сражении с силами НКВД недалеко от Лидувенай. Партизанский отряд под его руководством сумел скрыться. Зиму 1945—1946 годах провел скрываясь в лесах волости Шилува. Жил в лагере разбитом на островке в болоте. Летом 1946 года лагерь после допросов выдал задержанный партизан. И уже на следующий день лагерь был атакован отрядом из 77 человек, но партизанам удалось прорваться. Они рассредоточились по округе, в лесах небольшими группами.
13 июля 1946 года неожиданно скончалась жена Йонаса Жемайтиса, оставив пятилетнего сына. В августе 1946 г. Й. Чепонис передал Й. Жемайтису руководство командира сборной «Шерно». В это время он изменил свой псевдоним с Дарюса на «Адомас» и «Моцкус», ещё через несколько месяцев стал использовать псевдонимы «Матас» и «Илгунас». Так же скрывался под именами «Йоцюс», «Тилюс», «Жалтис», «Томас», «Лукас», «Жилюс», «Скиргайла» и только летом 1948 года начал использовать псевдоним «Витаутас». В августе 1946 года был создан округ «Кястучо». Й. Жемайтис много работал над подготовкой его устава и организацией.
В апреле 1947 года погиб командир округа «Кястучо» — Й. Касперавичюс. Новым командиром стал Й. Жемайтис и пробыл им до весны 1948 года. Исполняя эту должность усилил работу над изданием «Лайсвес Варпас» и его распространение. В этом же году связался с командиром округа «Таурас» А. Жвейисом-Балтусисом и начал развивать идею и создании единого командования партизанским движением. 5 мая 1948 года в лесу Скаудвильской волости произошла встреча двух командиров. Была создана, так называемая, область «Юрос», первым командиром которой стал Й. Жемайтис. Он и подписал указ от 10 июля 1948 г., в котором объявил и создании Единого Движения Борьбы за Свободу Литвы, в первый раз использовав свой псевдоним «Витаутас». В документе было указано что временным главнокомандующим становится именно Йонас Жемайтис-Витаутас, а его заместителями становятся все командиры округов. Списки указа были разосланы в Южную и Восточную области Литвы. Так как все связи осуществлялись через округ «Присикелимо», в её штабе и было решено создать базу главного командования. Совещания и консультации проводились до 1948 года. Й. Жемайтис усиленно работал, готовясь к единому съезду командиров — готовил документы проекта организации.
В феврале 1949 года, на этом съезде, ему было присвоено звание генерала. Единогласно был выбран и председателем президиума Единого Движения Борьбы за Свободу Литвы и временным командиром вооруженных сил. Позже им стал А. Раманаускас-Ванагас. На съезде была принята декларация, в которой предусмотрено, что, восстановив независимость Литвы и до тех пор, пока не будет сформирован парламент исполнять должность президента будет председатель президиума Единого Движения Борьбы за Свободу Литвы. Осознавая значимость Й. Жемайтиса в антисоветских партизанских отрядах, советские власти всячески пытались его обнаружить. Было допрошены его родители, проживающие в доме престарелых, и сестра, ещё в 1941 году сосланная на Колыму. Это не дало никаких результатов, поэтому все силы были брошены на поиски его единственного сына.
В 1949 году МГБ удалось выяснить, что сын командира Лаймутис (1941—2008) жил в доме Оны Любинавичуте-Жяуните в Каунасе и Батакяй. Она же и организовывала нерегулярные встречи отца с сыном. Позднее, когда агентурная сеть сильно расширилась, это встречи стали опасны и прекратились.

## Арест и казнь
4 декабря 1951 года Жямайтис перенёс микроинсульт и был парализован. Ситуация усугублялась его пребыванием в сыром бункере без какой-либо медицинской помощи. Только весной 1952 года его лечением занялась медсестра и его здоровье немного улучшилось. Тем временем сотрудники МГБ арестовали значительное число связных партизан и выяснили местопребывание командира. 30 мая 1953 года Жямайтиса арестовали. После ареста вывезли в Вильнюс, где занялись его лечением с целью узнать как можно больше информации.
В июне 1954 года Жямайтиса спецрейсом вывезли в Москву. Там продолжались допросы и попытки вербовки. Позднее приговорили к смертной казни. 26 ноября 1954 года расстреляли в Бутырской тюрьме.
По словам подполковника МГБ Литовской ССР Нахмана Душанского, Берия предлагал Жямайтису пост заместителя председателя Совета министров Литовской ССР по национальным вопросам в обмен на раскаяние, однако осталось неизвестным, согласился ли Жямайтис на это предложение и почему Берия вообще его выдвинул.

## Награды
- Большой крест ордена Креста Витиса (14 февраля 1997 года, посмертно)[7]

## Память
- С обретением Литвой независимости Жямайтис признан национальным героем Литвы.
- В 1995 году о нём был снят документальный телевизионный фильм «Четвёртый президент» („Ketvirtasis prezidentas“; режиссёр Юозас Саболис, авторы сценария Эугениюс Игнатавичюс и Ю. Саболис).
- В 1996 году на родине Жямайтиса была установлена часовня на столбе (koplytstulpis).
- Декретом президента Литвы Жямайтис в 1997 году был награждён Большим крестом ордена Креста Витиса.
- B 1997 году — Выпущен знак почтовой оплаты.
- B 1998 году ему было присвоено звание бригадного генерала. С того же года его имя присвоено Военной академии в Вильнюсе (скульптор Гинтаутас Лукошайтис, архитектор Миндаугас Мачулис).
- В Вильнюсе у здания Министерства охраны края в 1999 году был сооружён памятник Жямайтису (скульптор Виталиюс Лукошайтис).[8]
- В 2004 году памятник Жямайтису был открыт в Паланге (скульптор Йонас Ягела)[9].
- 25 октября 2007 года основной школе Щимкайчу, Юрбаркского района присвоено имя Йонаса Жямайтиса.
- В 2009 году была выпущена почтовая марка Литвы, посвященная Жямайтису.
- 11 марта 2009 года в Каунасе, в парке Военного музея открыт памятник генералу Йонасу Жямайтису (скульптор Юозас Шливинскас).
- 12 марта 2009 года Сейм Литовской Республики признал Жямайтиса фактически исполняющим обязанности президента Литовской Республики с 16 февраля 1949 до его смерти 26 ноября 1954 года.
- 13 марта 2009 года в доме офицеров при Военной академии Литвы имени генерала Йонаса Жямайтиса был открыт его барельеф.
- 15 марта 2009 года посмертно присвоено звание почетного гражданина Паланги.
- 12 августа 2009 года гимназия в Расейняй получила полное название имени Президента Йонаса Жямайтиса.
- В 2015 году в краеведческом музее города Кедайняй была установлена памятная доска.